# Дърво без корен
„Дърво без корен“ е български игрален филм (драма) от 1974 година на режисьора Христо Христов, по сценарий на Христо Христов и Панталей Панталеев. Оператор е Атанас Тасев. Създаден е по разказите „Към върха“ и „Дърво без корен“ на Николай Хайтов. Музиката във филма е композирана от Красимир Кюркчийски. 
Златю Бояджиев участва в малка роля на художник.

## Състав

### Актьорски състав
| Изпълнител         | Роля                      |
| ------------------ | ------------------------- |
| Никола Дадов       | Гатьо                     |
| Невена Коканова    | Снахата                   |
| Марин Янев         | Синът инженер Кирчо Гатев |
| Николай Кедев      | Внучето                   |
| Павел Поппандов    | Фотографът                |
| Сашо Симов         | Ботьо                     |
| Евангелия Тупарова | Жената на Гатю            |
| Георги Билалов     | Председател на ТКЗС       |
| Георги Христов     | Ватманът                  |
| Николай Начков     | Птичарят                  |
| Радка Сарафова     | Старата жена              |
| Дамян Антонов      | Партиен секретар          |
| Иван Гайдарджиев   | Докторът                  |
| Антон Маринов      | Генералът                 |
| Пенчо Богданов     | Пламен                    |
| Стефан Кортенски   |                           |
| П. Петров          |                           |
| Круегер Николов    |                           |
| П. Балтаджиев      |                           |
| Б. Сираков         |                           |
| И. Миланов         |                           |
| М. Жеков           |                           |
| Б. Симов           |                           |
| Л. Богданов        |                           |
| С. Кедев           |                           |
| М. Младенов        |                           |
| Л. Копривска       |                           |

### Технически екип
| По мотиви от разказите на | Николай Хайтов „Към върха“ и „Дърво без корен“                                                  |
| Режисьор Художник         | Христо Христов                                                                                  |
| Сценарий                  | Христо Христов Пантелей Пантелеев                                                               |
| Редактор                  | Йорданка Благоева                                                                               |
| Оператор                  | Атанас Тасев                                                                                    |
| Музика                    | Красимир Кюрчийски                                                                              |
| Звук                      | Митхен Андреев                                                                                  |
| Художник                  | Мари Терез Господинова                                                                          |
| Костюми                   | Ани Лъскова                                                                                     |
| Монтаж                    | Елена Димитрова                                                                                 |
| Грим                      | Лиляна Михайлова                                                                                |
| Втори режисьор            | Пламен Масларов                                                                                 |
| Асистент-режисьори        | Румяна Петкова Лидия Божилова Снежана Тасева                                                    |
| Втори оператор            | Иван Иванов                                                                                     |
| Асистент-оператори        | Райко Бодуров Атанас Димитров                                                                   |
| Комбинирани снимки        | Иван Манев Нено Трифонов                                                                        |
| Фотограф                  | Милка Русинова                                                                                  |
| Монтаж                    | Елена Ризова Виолета Начева                                                                     |
| Техник по записа          | Христо Димитров Нено Ненов                                                                      |
| Гардероб                  | Надежда Кирова                                                                                  |
| Реквизит                  | Пенчо Михайлов                                                                                  |
| Осветление                | Иван Лалов                                                                                      |
| Фарт                      | Георги Гогов                                                                                    |
| Организатори              | Стефан Киров Борислав Симов                                                                     |
| Директор                  | Кирил Киров                                                                                     |
| Distributed by            | Българска кинематография Студия за игрални филми Творчески колектив „СРЕДЕЦ“ /Copyright © 1974/ |